# Этнические группы Парижа
Население Парижа состоит из множества этнических групп, некоторые из которых (евреи, итальянцы, англичане, фламандцы, немцы) имеют давнюю историю проживания в городе, ещё со времён Средневековья, но большинство других обосновалось в столице Франции в XX веке. Париж поглотил несколько волн иммиграции: немцев, итальянцев и евреев в XIX веке, русских, армян и поляков — в первой половине XX века, испанцев, португальцев, итальянцев, арабов и евреев из Северной Африки, выходцев из Азии и Африки южнее Сахары — во второй половине XX века. Особенно внушительной была волна иммигрантов из Алжира в первой половине 1960-х годов (как этнических французов, так и арабов и евреев).
Из-за особенностей французского законодательства во время переписей населения не задают вопросы об этнической и религиозной принадлежности, а лишь собирают информацию о стране происхождения. Поэтому определить точное, а иногда даже приблизительное число членов той или иной этнической и религиозной группы представляется крайне сложным (статистика ведётся лишь относительно легальных иммигрантов, родившихся за рубежом и получивших французское гражданство, и иностранцев, временно пребывающих на территории Франции по тем или иным причинам; все остальные данные об этнической и религиозной принадлежности носят оценочный характер). Согласно переписи 1999 года 19,4 % всего населения Парижской столичной зоны родилось за пределами французской метрополии (то есть с учётом выходцев из заморских департаментов), а 4,2 % населения были недавними иммигрантами, в основном из Китая и Африки (то есть прибыли во Францию между переписями 1990 и 1999 годов).
По состоянию на 2006 год в Париже насчитывалось 328 тыс. иностранцев (15 % от всего населения) и 436 тыс. иммигратов, доля иммигрантов среди населения Парижа выросла с 18 % в 1999 году до 20 % в 2006 году (с учётом французских заморских департаментов доля иммигрантов составляла 29 %). Каждый десятый иностранец, живший во Франции, обитал в Париже. Среди парижан старше 60 лет иммигранты составляли более 20 % населения (80 тыс. человек). 52 % парижских иммигрантов были женщинами. В Париже представлены выходцы из 110 стран и территорий (среди наиболее распространённых иностранных языков были арабский, испанский, китайский, турецкий, русский и английский, а среди иностранцев и иммигрантов наиболее крупными группами были выходцы из Магриба, стран Африки южнее Сахары и Европы, меньшими — выходцы из Азии и Америки).

## Этнические группы
В состав этнических групп Парижа входят люди разных категорий: иммигранты, получившие французское гражданство, нелегальные иммигранты, иностранцы, временно проживающие в стране или ждущие получения гражданства, потомки всех этих категорий, родившиеся уже во Франции и автоматически получившие гражданство, а также французские подданные, чьи давние родственники прибыли в Париж из-за рубежа, и которые хотя бы отчасти смогли сохранить этническую самоиндентификацию. Также существует большая группа горожан, родившихся от межэтнических и межрасовых связей. По состоянию на 2009 год в Париже официально проживало почти 335,5 тыс. иностранцев (которые составляли 15 % всего населения города), в том числе 29,8 % — выходцы из других стран Евросоюза, 8,9 % — из Алжира, 6,3 % — из Марокко, 4,5 % — из Туниса и 1,3 % — из Турции.
Среди европейцев выделяются выходцы из Португалии, Италии, Великобритании, Испании, России, Польши, Румынии, Болгарии, Венгрии, стран бывшей Югославии (сербы, хорваты, боснийцы, албанцы), Украины, Молдовы, среди африканцев — выходцы из Алжира, Марокко, Туниса, Мавритании, Реюньона и стран, расположенных южнее Сахары (Сенегал, Мали, Гвинея, Кот-д’Ивуар, Бенин, Нигерия, Нигер, Камерун, Республика Конго, Ангола, Мадагаскар), среди азиатов — выходцы из Турции (в том числе курды), Ливана, Сирии, Палестины, Армении, Ирана, Вьетнама, Лаоса, Камбоджи, Китая, Шри-Ланки (преимущественно тамилы), Пакистана, Индии и Японии, среди американцев — выходцы из французских заморских департаментов (Гваделупа, Мартиника и Французская Гвиана), США, Канады, Гаити, Гайаны, Аргентины и Чили.
В 1990 году в Париже и Иль-де-Франс проживало 1,81 млн и 9,28 млн французов, 340,5 тыс. и 1,38 млн иностранцев, 44,8 тыс. и 304,8 тыс. португальцев, 43,2 тыс. и 238,9 тыс. алжирцев, 28,3 тыс. и 113,6 тыс. выходцев из Западной Африки, 26,5 тыс. и 155,7 тыс. марокканцев, 26,0 тыс. и 76,0 тыс. тунисцев, 22,4 тыс. и 59,6 тыс. испанцев, 13,9 тыс. и 52,8 тыс. выходцев из Юго-Восточной Азии, 10,8 тыс. и 51,0 тыс. итальянцев, 7,7 тыс. и 40,8 тыс. турок соответственно.

## Этнические кварталы
В Париже имеются армянский, африканский, арабский, еврейский, греческий, индийский и азиатский кварталы (Paris, автор Danyel Couet).
В кварталах Шато-Руж, Гутт-д’Ор и Ля-Шапель (XVIII округ) сконцентрированы выходцы из стран Африки южнее Сахары, Антильских островов, Магриба, Южной и Юго-Восточной Азии (пакистанцы, индийцы, бангладешцы, ланкийцы, китайцы) и Португалии, в кварталах Бельвиль (на границе XIX и XX округов) и Коронн (XX округ) — выходцы из Магриба, Французского Индокитая и Китая. В XIII округе сконцентрирована азиатская община Парижа (китайцы, вьетнамцы, камбоджийцы и лаосцы), образовавшая вокруг бульвара Массена, проспектов де Шуази и Иври знаменитый азиатский квартал Парижа (на юге XIII округа также проживает немало выходцев из Африки и Магриба). Евреи проживают в квартале Марэ (на границе III и IV округов), а также в XIX и XX округах. В III округе вокруг улиц Мэр, Вольта, Темпль и Гравилье расположен самый старый китайский квартал Парижа, основанный выходцами из Вэньчжоу. На границе I и II округа, вокруг пересечения улиц Сент-Анн и Пети-Шампс существуют японская и корейская общины (концентрация японских магазинов и ресторанов наблюдается в районе между Оперой и Лувром). Ещё один небольшой японский квартал расположен вдоль улицы Монсье-ле-Принс (квартал Одеон, VI округ).
В X округе от пересечения бульваров Сен-Дени и Страсбургского в сторону Восточного вокзала (между улицами Фобур-Сен-Мартен и Фобур-Сен-Дени) тянутся пакистанский, бангладешский, ланкийский и турецкий кварталы. Вдоль улицы Фобур-Сен-Дени, идущей от Северного вокзала к кварталу Ля-Шапель, расположены кварталы «Маленькая Индия» (или «Маленький Бомбей») и «Маленькая Джаффна» (среди индусов преобладают ланкийские и индийские тамилы). В кварталах Рокетт и Сен-Амбруаз (XI округ), особенно вокруг Rue Popincourt, а также в квартале Републик вокруг Rue Yves-Toudic (X округ) проживают китайская и вьетнамская общины. Выходцы из Ливана сконцентрированны в районе «Бейрут на Сене», который расположен в кварталах Жавель и Грёнель (XV округ). Большие иммигрантские общины расположены также в ближайших пригородах Парижа — департаментах Сен-Сен-Дени, Валь-де-Марн и О-де-Сен (выходцы из Магриба, стран Африки южнее Сахары, Южной Азии, Карибских островов, Португалии).
Среди районов с долей иммигрантов выше среднего выделяются La Goutte d’Or (18-й округ) — 36 %, Fontaine-au-Roi (11-й округ) — 31 %, La Chapelle (18-й округ) — 28 %, Sud (13-й округ) и Amiraux Simplon (18-й округ) — 27 %, с долей иностранцев выше среднего: Belleville-Amandiers (20-й округ) — 23 %.
В январе 2015 года в эфире американского телеканала Fox News эксперт по проблемам терроризма и исламского экстремизма Стивен Эмерсон утверждал, что в Париже и в других городах Франции существуют районы, куда немусульмане стараются не заходить — так называемые «no-go zones». Это утверждение вызвало резкую критику мэра Парижа Анн Идальго и вынудило телеканал принести извинения.

## Галерея
|                                                            |                                               |                                               |                                      |                              |                                         |                                         |                                                         |
| Русский православный собор Александра Невского, VIII округ | Украинский греко-католический собор, VI округ | Армянский собор Иоанна Крестителя, VIII округ | Большая парижская синагога, IX округ | Маронитская церковь, V округ | Армянский католический собор, III округ | Греческий православный собор, XVI округ | Сербская православная церковь Святого Савы, XVIII округ |

## Комментарии
Французское статистическое агентство INSEE, данные которого используются в статье, следующим образом трактует термины:
1. ↑  Nationalité Архивная копия от 31 марта 2013 на Wayback Machine — «юридическая связь между индивидуумом и государством». Французский термин «nationalité» соответствует русскому термину «гражданство», а не «национальность».
2. ↑  Иностранец Архивная копия от 19 декабря 2015 на Wayback Machine — «персона, живущая во Франции, не являющаяся гражданином Франции». Иностранец не обязательно является иммигрантом, он мог родиться и во Франции. Граждане Франции, имеющие наряду с французским гражданство другого государства, также не попадают в категорию иностранцев.
3. ↑  Иммигрант Архивная копия от 21 ноября 2016 на Wayback Machine — «персона, родившаяся за границей Франции, не имевшая французского гражданства на момент рождения, постоянно проживающая во Франции». Иностранцы, рождённые во Франции, не попадают в категорию иммигрантов.